# Filettino
Filettino est une commune italienne de la province de Frosinone, dans la région Latium.

## Géographie
C'est sur le territoire de la commune que l'Aniene prend sa source à 1 075 mètres au cœur des monts Simbruins.

## Administration
| Période                                  | Période | Identité | Étiquette | Qualité |
| ---------------------------------------- | ------- | -------- | --------- | ------- |
|                                          |         |          |           |         |
| Les données manquantes sont à compléter. |         |          |           |         |

### Jumelage
Filettino est jumelée avec :
- Selonnet  (France) depuis 2011

### Communes limitrophes
Canistro, Capistrello, Cappadocia, Castellafiume, Civitella Roveto, Guarcino, Morino, Trevi nel Lazio, Vallepietra

### Micronation
En août 2011, le maire du village Luca Sellari, pressé par l'administration italienne de regrouper sa commune avec ses voisines dans le cadre d'une communauté d'agglomérations, déclara l'indépendance de Filettino qui devint ainsi une micronation,. Il entend ainsi protester contre les mesures d'austérité prises par le gouvernement italien à la suite de la crise de la dette dans la zone euro. La principauté a imprimé sa propre monnaie, le « fioritto ». Sellari perd les élections quelques mois après et le nom Principauté de Filettino n'a plus qu'un usage touristique.